# Hyrum
Hyrum – miasto w Stanach Zjednoczonych, w stanie Utah, w hrabstwie Cache.